# Seznam osobností vyznamenaných 28. října 2004
Seznam osobností, které prezident České republiky Václav Klaus vyznamenal nejvyššími státními vyznamenáními 28. října 2004.

## Řád Bílého lva

### III. třídy
- generálporučík Ing. František Fajtl
- genmjr. Rudolf Krzák (in memoriam)

## Řád Tomáše Garrigua Masaryka

### III. třídy
- plukovník Arnošt Kubík
- generálporučík Ing. Tomáš Sedláček
- plukovník Otakar Vinklář
- páter Josef Zlámal, O. Melit. Prior

## Medaile Za zásluhy

### I. stupně
- Václav Boštík
- Ing. Josef Kocourek (in memoriam)
- Prof. Otakar Vávra

### II. stupně
- Jana Brejchová
- Doc. Mgr. Josef Henke
- Prof. RNDr. Václav Hořejší, CSc.
- Josef Jíra
- Prof. Karel Kachyňa (in memoriam)
- Prof. MUDr. Radana Königová, CSc.
- Prof. Ing. Vilém Kraus, CSc.
- Zdeněk Mácal
- Prof. PhDr. Milan Sobotka, DrSc.
- mjr. Roman Šebrle
- Prof. PhDr. Ing. Ladislav Tondl, DrSc.
- Alena Steindlerová-Vrzáňová